# Gare de Rivarennes
La gare de Rivarennes est une gare ferroviaire française de la ligne des Sables-d'Olonne à Tours, située sur le territoire de la commune de Rivarennes, dans le département d'Indre-et-Loire, en région Centre-Val de Loire.
C'est aujourd'hui une halte ferroviaire de la Société nationale des chemins de fer français (SNCF), desservie par des trains TER Centre-Val de Loire.

## Situation ferroviaire
La gare de Rivarennes est située au point kilométrique (PK) 217,468 de la ligne des Sables-d'Olonne à Tours, entre les gares de Chinon et Azay-le-Rideau.

## Services voyageurs

### Accueil
Halte SNCF, c'est un point d'arrêt non géré (PANG) à entrée libre.

### Desserte
Rivarennes est desservie par des trains TER Centre-Val de Loire, circulant entre Tours et Chinon.

### Intermodalité
Un parc à vélos et un parking pour les véhicules sont aménagés.